# Titulární diecéze

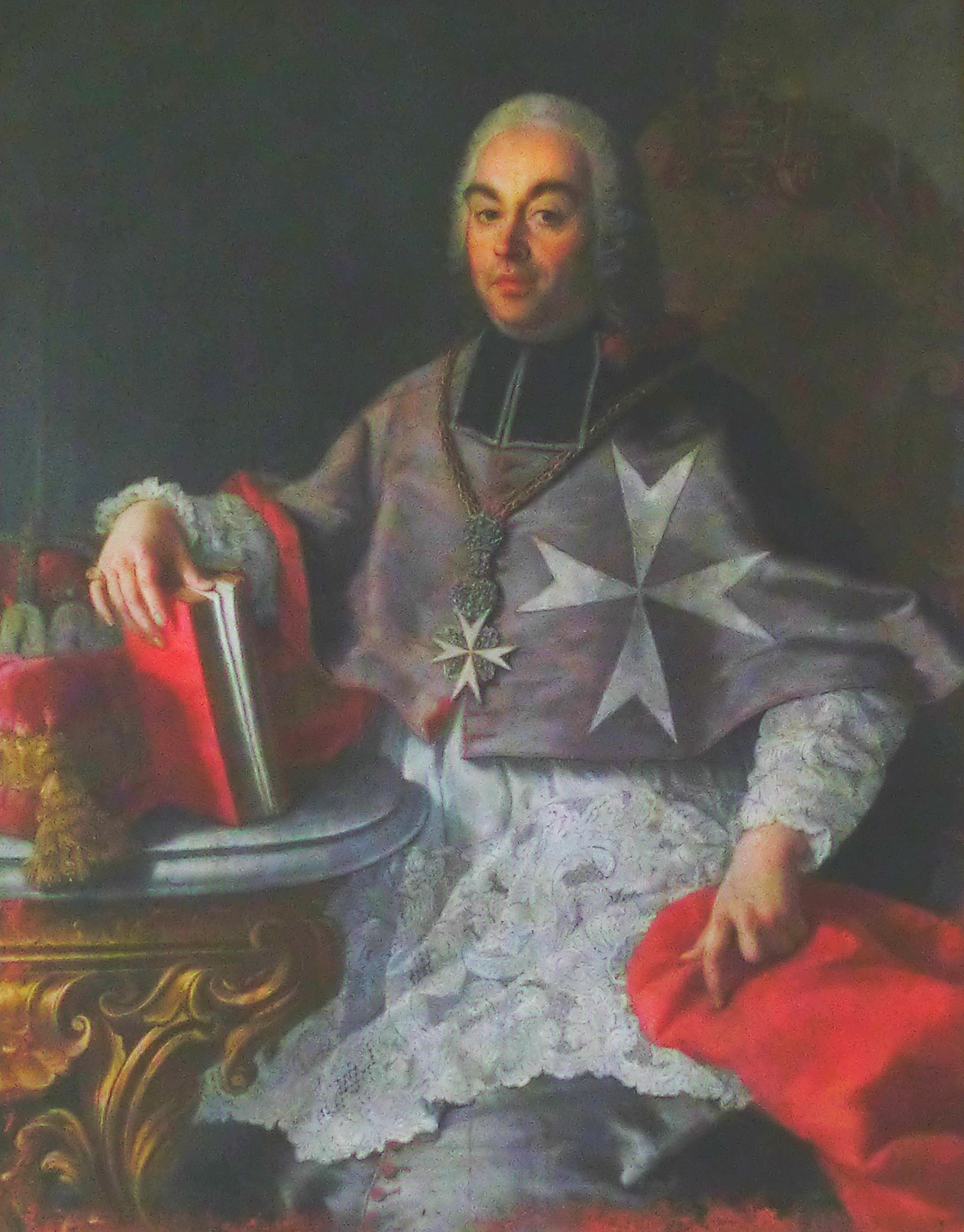
Mořic Adolf Saský, titulární arcibiskup farsalský. Titulární biskupství ve Farsale bylo při jeho jmenování 8. února 1730 pro hac vice povýšeno na arcibiskupství.

Titulární diecéze je zaniklá diecéze, kterou dostávají jako formální titul vysvěcení biskupové nebo arcibiskupové ke své funkci například apoštolského nuncia nebo pomocného biskupa. Jedná se buď o diecéze zrušené (reorganizací církevní správy) a posléze obnovené jako titulární, nebo o diecéze fakticky zaniklé, zpravidla vysídlením, konverzí nebo vymřením svých věřících (typicky ve východním Středomoří nebo severní Africe). Titulární biskup tak na rozdíl od sídelního biskupa nemá „svou“ diecézi ve správě, často její (historické) území ani nikdy nenavštíví. 

## Druhy titulárních diecézí
Titulární diecéze se dělí na: titulární metropolitní sídlo, titulární arcibiskupské sídlo a titulární biskupské sídlo. Po nějakém čase může být titulární sídlo potlačeno nebo i zrušeno.

## Přehled počtu titulárních diecézí
| typ                           | počet | bez biskupa |
| ----------------------------- | ----- | ----------- |
| Titulární metropolitní sídlo  | 93    | 82          |
| Titulární arcibiskupské sídlo | 91    | 85          |
| Titulární biskupské sídlo     | 1915  | 831         |

V  České republice je pouze jedno titulární biskupství – biskupství litomyšlské.

## Příklady titulárních biskupů

### Česká republika
- Giuseppe Leanza – apoštolský nuncius v ČR a titulární arcibiskup Lilibejský
- Karel Herbst, S.D.B. – emeritní pomocný biskup pražský a titulární biskup ze Siccesi
- Václav Malý – pomocný biskup pražský a titulární biskup z Marcelliani
- Josef Hrdlička – emeritní pomocný biskup olomoucký a titulární biskup z Thunudrumi
- Petr Esterka – emeritní pomocný biskup brněnský a titulární biskup z Cefali
- Pavel Posád – pomocný biskup českobudějovický a titulární biskup z Ptuje
- Josef Kajnek – pomocný biskup královéhradecký a titulární biskup z Aquæ v Dácii
- Ladislav Hučko – apoštolský exarcha a titulární biskup z Oreje
- Ján Eugen Kočiš – emeritní pomocný biskup apoštolského exarchátu a titulární biskup Abrittum
- Pavel Konzbul – pomocný biskup brněnský a titulární biskup litomyšlský (dnes sídelní biskup brněnský)
- Antonín Basler - pomocný biskup olomoucký a titulární biskup vagský
- Josef Nuzík - pomocný biskup olomoucký a titulární biskup diecéze Castra Galbae

### Další země
- Gregorio Rosa Chávez - kardinál, pomocný biskup san salvadorský a titulární biskup mullijský
- Antoine Hérouard - pomocný biskup lillský a titulární biskup maillezaiský
- Henryk Józef Nowacki - titulární arcibiskup z Blery